# Leptogaster curvivena
Leptogaster curvivena là một loài ruồi trong họ Asilidae. Leptogaster curvivena được Hsia miêu tả năm 1949. Loài này phân bố ở vùng Cổ Bắc giới và châu Á.